# Alsou
Alsou Ralifovna Abramova (en ruso: Алсу́ Рали́фовна Абра́мова; en tártaro: Алсу Рәлиф кызы Абрамова; née Safina), conocida como Alsou ( Алсу́), es una cantante y actriz rusa. Compitió en el Festival Eurovisión 2000 en el que obtuvo el segundo lugar, por detrás de Dinamarca, otorgándole reconocimiento en toda Europa. Organizó la final del Festival Eurovisión 2009 celebrado en Moscú.

## Biografía
Alsou nació en Bugulma, Tártara, SSR ruso, Unión Soviética. Su padre, Ralif Rafilovich Safin, de ascendencia bashkir, es un oligarca, exejecutivo de LUKoil y miembro actual del Consejo Federal, la cámara alta del parlamento ruso. También es dueño del equipo de fútbol FC Zhemchuzhina-Sochi y fue nombrado el ciudadano número 100 más rico de Rusia por la revista Forbes en 2004. Su madre, Raziya Iskhakovna, es arquitecta de ascendencia tártara del Volga. Ella es creyente musulmana. Tiene un medio hermano mayor llamado Ruslan (1973), un hermano mayor llamado Marat  (1977, no debe confundirse con el tenista Marat Safin), y un hermano menor llamado Renard (1996). 
Cuando Alsou tenía un año, su familia se mudó de Bugulma a Siberia. A los 5 años, le pidió a sus padres un piano. Luego se le permitió asistir a una escuela de música privada. Después de vivir en Moscú debido a los negocios de su padre, se mudó a la ciudad de Nueva York y luego al Reino Unido, donde ingresó en una universidad privada de arquitectura. Mientras vivía en Londres, visitó Rusia a menudo.   
El 18 de marzo de 2006, se casó con Yan Abramov . El 7 de septiembre de 2006, dio a luz a su hija Safi'na en el Centro Médico Cedars-Sinai en Los Ángeles, California. El nombre de la niña fue elegido por el padre, Yan Abramov. El 29 de abril de 2008, le dio la bienvenida a su segunda hija, Mikella. El 10 de agosto de 2016, nació su hijo Rafael en el hospital Ihilov en Tel-Aviv.

## Carrera
A los 15 años, fue presentada al gerente de música Valeriy Belotserkovskiy. Interpretó " I Will Always Love You " e impresionó al gerente, que comenzó a trabajar con ella al día siguiente. Su primer álbum ruso fue el auto-titulado Alsou (ruso: Алсу́), lanzado el 16 de septiembre de 1999. Tuvo éxito en Rusia y generó 3 sencillos: "Zimniy Son" ("Sueño de invierno") "Vesna" ("Primavera"), "Inogda" ("A veces"). Después, firmó con Universal Music Russia y se convirtió en su primer artista doméstico. Para el año 2000 se vendieron más de 700,000 copias legales de CD Alsou en Rusia.
En 2000, grabó su primer sencillo en inglés "Solo" y participó en el Eurovision Song Contest 2000, escrito por Andrew Lane y Brandon Barnes, terminando en segundo lugar. "Solo" vendió 100,000 copias y se convirtió en el sencillo más vendido de todos los tiempos en Rusia, solo superado por su próximo sencillo, un dueto con Enrique Iglesias titulado "You're My # 1". `Realmente disfruté tocar con él en el Kremlin y espero que nuestros caminos se crucen de nuevo`.
Después Eurovisión 2000, Alsou comenzó una gira a gran escala por Rusia. Celebró su cumpleaños número 17 actuando en su ciudad natal de Bugulma, donde 86,000 de los 120,000 habitantes se reunieron en la plaza principal para verla. 
Alsou realizó "Solo" nuevamente en Congratulations,  concierto por el 50 aniversario de Eurovisión en Copenhague, Dinamarca, en octubre de 2005. 

### Carrera inglesa
Durante 2000–2001, comenzó a trabajar en su álbum debut en inglés también llamado Alsou, que fue lanzado en Rusia el 28 de junio de 2001. También fue lanzado en Alemania, Noruega, Polonia, la República Checa y Malasia. 
El sencillo principal " Before You Love Me" fue lanzado en el Reino Unido el 30 de abril de 2001, poco después de estar en el número 1 en MTV Select y varias apariciones en televisión de Alsou. Sin embargo, solo logró ubicarse en el puesto número 27 en el UK Singles Chart. Más tarde ese año fue lanzado en Alemania y Australia.